# Jason Mraz
Vous pouvez aider à l'améliorer ou bien discuter des problèmes sur sa page de discussion.
- Il ne cite pas suffisamment ses sources. Vous pouvez indiquer les passages à sourcer avec {{référence nécessaire}} ou {{Référence souhaitée}}, et inclure les références utiles en les liant aux notes de bas de page. (Marqué depuis janvier 2019)
- Il ne s’appuie pas, ou pas assez, sur des sources secondaires ou tertiaires. (Marqué depuis janvier 2019)

- Archive Wikiwix
- Bing
- Cairn
- DuckDuckGo
- E. Universalis
- Gallica
- Google
- G. Books
- G. News
- G. Scholar
- Persée
- Qwant
- (zh) Baidu
- (ru) Yandex
- (wd) trouver des œuvres sur Wikidata

Pour les articles homonymes, voir Mraz.
Jason Mraz est un auteur-compositeur guitariste et chanteur américain, né le 23 juin 1977 à Mechanicsville (Virginie).

## Biographie
Jason Thomas Mraz est né et a grandi à Mechanicsville, en Virginie. Il est d'origine tchèque par son grand-père, qui a déménagé aux États-Unis depuis l'Autriche-Hongrie en 1915[réf. nécessaire].

### Débuts musicaux
Jason Mraz commence à jouer de la guitare à 18 ans, il étudie pendant une petite année à New York à la American Musical and Dramatic Academy où il rencontre son meilleur ami Bushwalla et sa meilleure amie Johanna. Un autre de ses amis, Steven, lui fait découvrir Madonna, qui devient vite une influence pour lui. Il décide en 1999, après être retourné en Virginie pour y travailler quelque temps, de se consacrer entièrement à la musique. Pour réaliser son rêve, il part s’installer à San Diego (Californie), ville réputée pour sa scène de nouveaux talents.

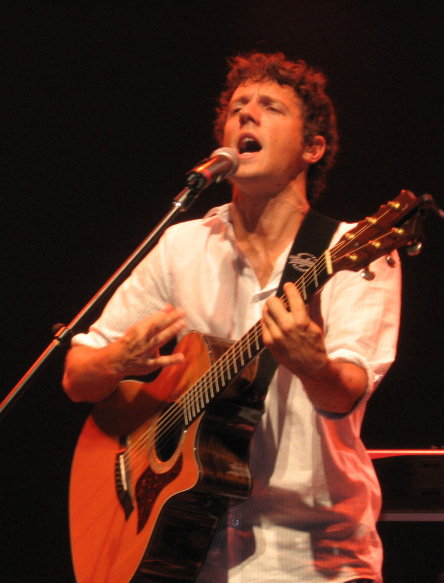
Jason Mraz en 2006

Il va y rencontrer Noel Toca Rivera, percussionniste et son frère Carlos Olmeda, guitariste et commencera par les accompagner sur scène, au théâtre de Paris. Jason Mraz jouera sans relâche pendant deux ans (2001 - 2002) avec Toca et Ian Sheridan, contrebassiste dans de nombreux cafés-concerts de Californie et se fera surtout un public tous les Thursday Night au Java Joe’s Coffeeshop sur Ocean Drive à San Diego. À cette époque, il autoproduira quelques EP et un album : Live at Java Joe's.

### Contrat avec Elektra et premier album (2002-2005)
Début 2002, il signe son premier contrat chez Elektra Records et retourne en Virginie pour écrire et enregistrer son premier album Waiting for My Rocket to Come avec le producteur John Alagia (Dave Matthews Band, John Mayer…). Le single The Remedy écrit pour un ami atteint du cancer devient vite un tube aux États-Unis et au Japon. Jason Mraz s’offre une année 2003 en tournée et de plus en plus de fans après chaque concert. Il se verra proposer alors par Dave Matthews la possibilité de faire ses premières parties.
L’année 2004 est consacrée à l’écriture de son nouvel album et à la sortie d’un CD/DVD Tonight, Not Again enregistré le 23 octobre 2003 à Milwaukee. Il rencontre Steve Lillywhite (U2, Dave Matthews Band…) cet été-là et lui propose de produire son futur album.

### Signature chez Atlantic etMr. A-Z(2005-2007)
Son second album Mr.A-Z sort le 26 juillet 2005 et Jason Mraz repart en tournée (États-Unis, Japon, Angleterre, Philippines). Il fera notamment les premières parties d’Alanis Morissette, des Rolling Stones et de James Blunt en Angleterre en 2006. On le retrouve en duo avec Raul Midón sur le premier album de ce dernier en 2005 sur la chanson intitulée Keep on hoping.

### We sing. We Dance. We Steal Things(2007-2012)
Le 12 février 2008 paraît le single I'm Yours, qui est la chanson de Mraz ayant eu le plus de succès à ce jour. Son troisième album We Sing. We Dance. We Steal Things parait le 20 mai 2008. L'enregistrement contient deux duos, l'un avec Colbie Caillat sur la chanson Lucky, et l'autre avec James Morrison sur la chanson Details In The Fabric.
Le 21 juin 2009, à l'occasion de la Fête de la musique, il a chanté I'm Yours ainsi que le titre Lucky dans le parc de Bagatelle à Paris en compagnie d'Inna Modja.

### Love Is a Four Letter WordetYes!(2012-2014)
En mai 2012, Jason Mraz sort son quatrième album intitulé Love Is a Four Letter Word. Le premier extrait de ce nouvel album est le titre I Won't Give Up qui se classe numéro 1 sur iTunes quelques semaines après sa sortie.
En 2014, l'artiste sort son cinquième album intitulé Yes!.

### WaitressetKnow(depuis 2017)
En 2017, il participe à la comédie musicale Waitress, avec notamment Sara Bareilles.
Inspiré par une bénédiction reçue d’un moine bouddhiste durant un voyage en Birmanie en 2012, Mraz écrit la chanson Have It All avec Raining Jane et les producteurs David Hodges, JKash et Andrew Wells. La chanson est diffusée en tant que single le 27 avril 2018, et accompagnée d’une vidéo filmée avec des étudiants en arts appliqués de sa ville de Richmond.
Le 13 juin 2018, Jason Mraz annonce sur les réseaux sociaux la sortie d'un nouvel album pour le 10 août. Intitulé Know. (savoir ou sachez), il contient notamment les singles Have it all et Unlonely.

## Vie privée

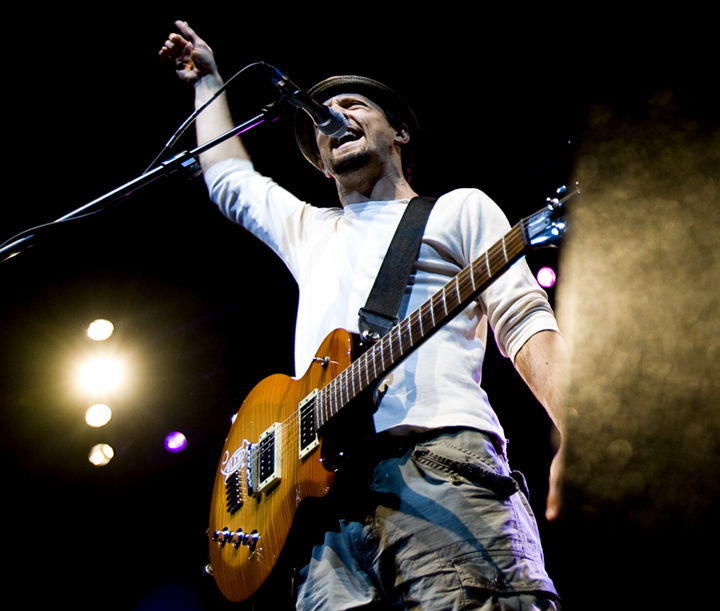
Jason Mraz à Campo Pequeno, le 19 mars 2009.

Jason Mraz pratique le véganisme depuis plusieurs années. Le 25 octobre 2015, il épouse Christina Carano. Ils divorcent en juin 2023.
En août 2018, il confie s'identifier comme bisexuel.

## Engagement
Il soutient Bernie Sanders lors des primaires démocrates de 2020.

## Discographie

### Albums studio
- 2002 : Waiting for My Rocket to Come
- 2005 : Mr. A-Z
- 2008 : We Sing. We Dance. We Steal Things.
- 2012 : Love Is a Four Letter Word
- 2014 : Yes!
- 2018 : Know
- 2020 : Look For The Good
- 2023 : Mystical Magical Rhythmical Radical Ride

### Albums live
- 2001 : Live at Java Joe's
- 2004 : Tonight, Not Again: Jason Mraz Live at the Eagles Ballroom
- 2007 : Selections for Friends - Live from: Schubas Tavern, Chicago, Montalvo Winery, Saratoga California
- 2009 : Jason Mraz's Beautiful Mess: Live On Earth

### Maxis et autres albums
- 1999 : A Jason Mraz Demonstration
- 2001 : From The Cutting Room Floor
- 2002 : Sold Out (In Stereo)
- 2002 : The E Minor EP in F
- 2005 : Wordplay EP
- 2005 : Extra Credit EP
- 2005 : Jimmy Kimmel Live: Jason Mraz - EP
- 2006 : Geekin' Out Across the Galaxy

### Singles
- 2004 : I Melt With You, sur l'album 50 First Dates Soundtrack
- 2004 : Summer Breeze, sur l'album Everwood: Original TV Soundtrack
- 2004 : Rainbow Connection, sur l'album For The Kids Too!
- 2005 : Shy That Way, en duo avec Tristan Prettyman sur l'album T W E N T Y T H R E E
- 2005 : Good Old Fashioned Loverboy, sur l'album Killer Queen: A Tribute to Queen
- 2005 : Keep on Hoping, en duo avec Raul Midón sur l'album State of Mind
- 2005 : A Hard Rain's a-Gonna Fall, sur l'album Listen to Bob Dylan: A Tribute
- 2005 : Unravel, sur l'album XM Radio Sessions Vol. 1
- 2005 : The Boy's Gone, sur l'album XM Radio Sessions Vol. 1
- 2005 : Plain Jane, sur l'album XM Radio Sessions Vol. 1
- 2006 : Mash Up  en duo avec Chrissie Hynde sur l'album Happy Feet
- 2007 : I'm Yours
- 2008 : Make It Mine
- 2009 : Lucky en duo avec Colbie Caillat
- 2009 : Battling Giants en duo avec Ben's Brother sur l'album Battling Giants
- 2010 : Butterfly
- 2010 : Details in the fabric  en duo avec James Morrison
- 2012 : I Won't Give Up
- 2013 : The Woman I Love
- 2014 : Love Someone
- 2015 : Rough Water en duo avec Travie McCoy
- 2018 : Have It All
- 2018 : Unlonely
- 2018 : Might As Well Dance